# Hawaii Tsunami
O Hawaii Tsunami foi um clube americano de futebol que competiu nas United Soccer Leagues de 1994 a 1997. O clube tinha sede em Honolulu, Havaí.

## História
Em 1995, o Tsunami lideraou a USISL em gols marcados e gols contra. O Havaí também conseguiu uma invencibilidade de 10 jogos em casa. O Tsunami também ganhou o campeonato da Divisão Noroeste e uma vaga no Sizzlin 'Nine Championships. 